# Мёльдер, Тынис
Тынис Мёльдер (эст. Tõnis Mölder; род. 9 октября 1989, Лихула, Хаапсальский район, Эстонская ССР, СССР) — эстонский государственный и политический деятель. В прошлом — министр окружающей среды (2021).

## Биография

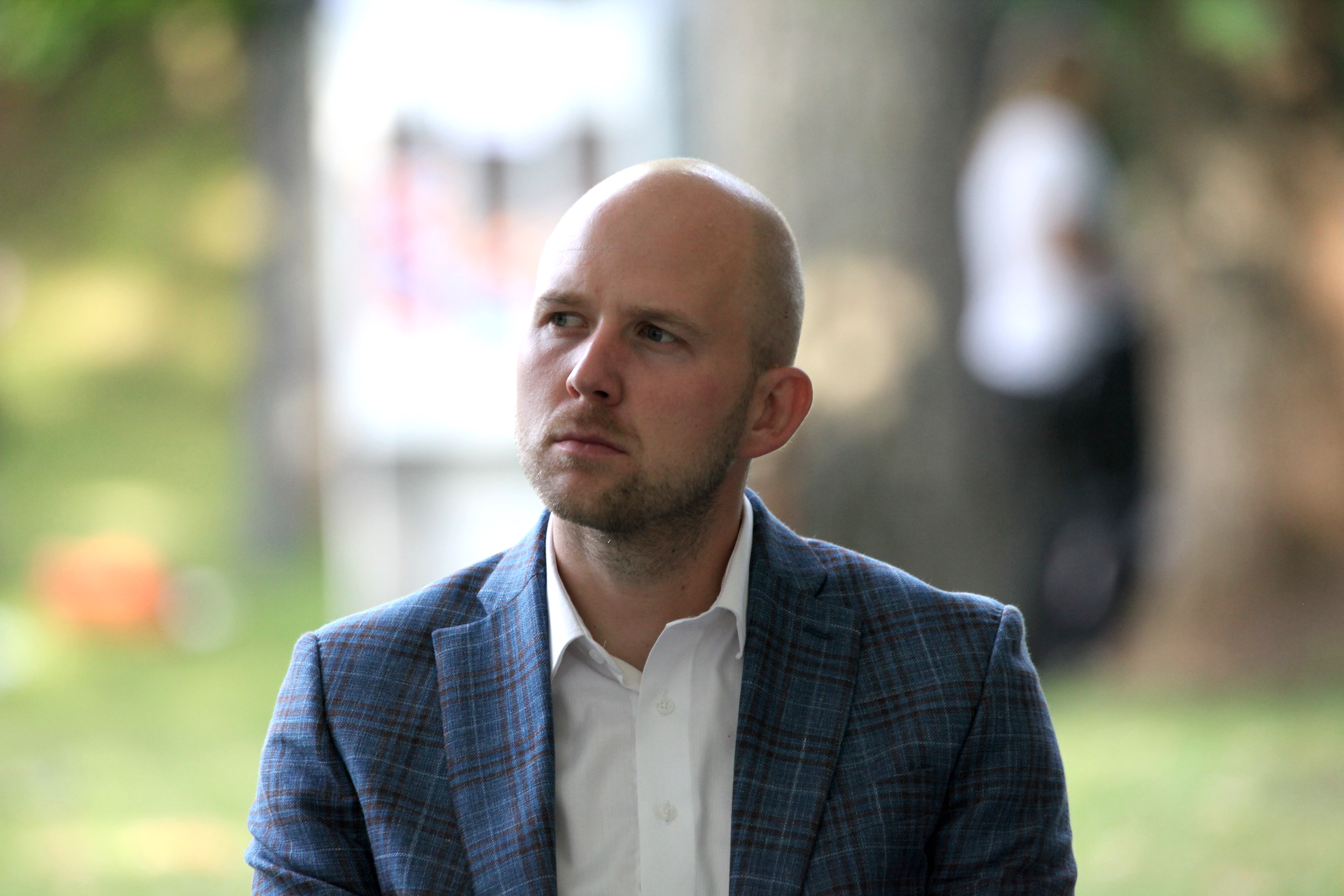
Тынис Мёльдер (2021)

Родился 9 октября 1989 года в Лихуле. В 2009 году окончил Лихуласкую гимназию, в 2015 — Таллинский университет по специальности «государствоведение».
Свою трудовую деятельность начал в 2010 году. Тогда он работал советником по развитию Пиритаской управы. На должности советника он проработал до 2011 году, после чего стал референтом мэра Таллина. С 2013 по 2017 — старейшина Пирита в Таллине. В 2017 году был назначен на должность вице-мэра Таллина. В мэрии Таллина он проработал до 2019 года, после чего был избран в эстонский парламент. Возглавлял комиссию по социальным делам. С 2019 по 2021 год работал в Городском собрании Таллина.
26 января 2021 года был назначен министром окружающей среды Эстонии в правительстве Каи Каллас. 18 ноября ушёл в отставку, чтобы «больше времени уделять семье и заняться здоровьем».
Помимо родного, эстонского языка, владеет английским.

## Личная жизнь
Женат, имеет дочь.